# Shivaji

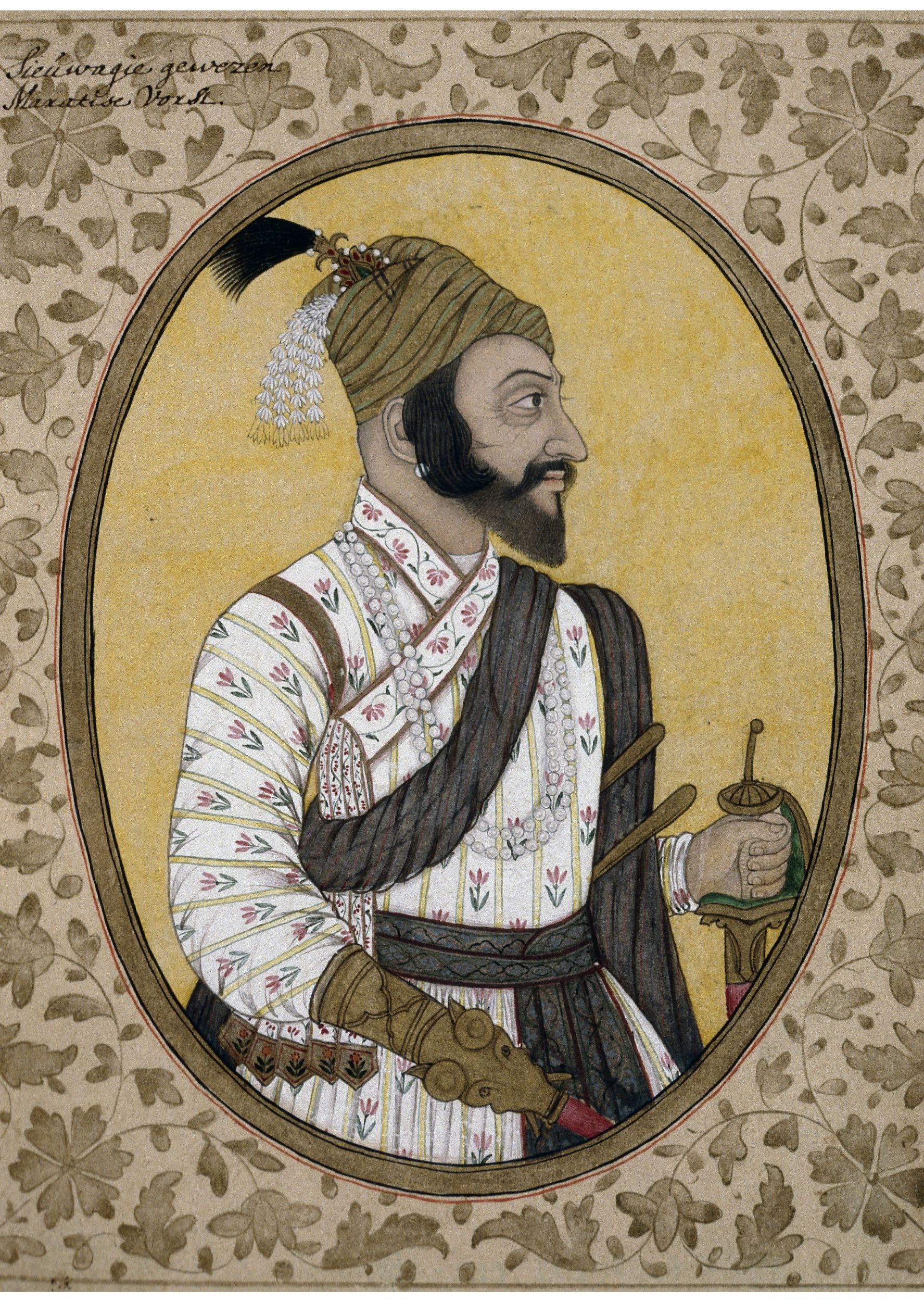
Postuum portret van Shivaji, aquarel en goudverf. Rond 1680 - 1687, Deccan, British Museum

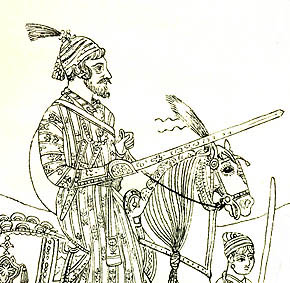

Shivaji Bhosle, ook wel Chhatrapati Shivaji Raje Bhosle (Marathi: छत्रपती शिवाजी राजे भोसले) (Shivneri, 19 februari 1630 - Raigarh, 4 maart 1680) was een leider van de Maratha's in het westen van India, die met succes verzet bood tegen de Mogols en islamitische sultans die het gebied probeerden te onderwerpen. Na enkele decennia van succesvol verzet liet hij zich in 1674 tot chhatrapati (keizer) kronen, een directe provocatie aan het adres van Mogolkeizer Aurangzeb. Shivaji was een kundige en charismatische aanvoerder, die guerrillatactieken gebruikte om de veel grotere legers van de Mogols te weerstaan. De gebergtes, heuvels en diepe ravijnen van de West-Ghats leenden zich uitstekend voor deze vorm van oorlogsvoering. Shivaji wordt beschouwd als stichter van het Maratharijk. Het verzet van de Maratha's onder Shivaji en zijn opvolgers zorgde ervoor dat de Mogols hun plannen het gehele Indisch Schiereiland in handen te krijgen moesten opgeven, en leidde uiteindelijk mede tot de ineenstorting van het Mogolrijk. Shivaji wordt door hindoenationalisten in het hedendaagse India als een grote held beschouwd. In de tegenwoordige staat Maharashtra geldt hij als nationale held.

## Levensloop

### Jeugd en opkomst (1630 - 1650)
Shivaji was de tweede zoon van de Marathaleider Shahji Bhosle en diens vrouw Jijabai, een dochter van een marathi edelman in het sultanaat Ahmednagar. De 17e eeuw zag het gezag van de sultans van Ahmednagar en Bijapur in het westen van de Deccan sterk afnemen. Enkele belangrijke hindoeïstische edelen die de sultans als deshmukhs (leenmannen) dienden bouwden in het hen ter beschikking staande gebied een eigen machtsbasis op. Feitelijk hadden de sultans het lokale bestuur in de West-Ghats volledig overgedragen aan hun marathi deshmukhi's, waaronder Shahji. Aan deze situatie veranderde weinig toen het sultanaat Ahmednagar tussen 1633-1636 door de Mogols veroverd werd. In de strijd tussen de Mogols en het sultanaat Bijapur koos Shahji de zijde van Bijapur. Jijabais familie was echter op handen van de Mogols. Shivaji's ouders werden daardoor van elkaar gescheiden en bevonden zich in tegengestelde kampen.
In 1636 vestigde Jijabai zich in Pune, waar Shivaji gescheiden van zijn vader opgroeide. In tegenstelling tot zijn halfbroers, die in Bijapur in aanraking kwamen met de Perzisch-islamitische hofcultuur van de sultans, werd Shivaji onderwezen door brahmaanse leraren. In 1645 nam Shivaji de leiding over de deshmukhs van zijn afwezige vader op zich. Daarna breidde zijn invloed geleidelijk uit over andere delen van de West-Ghats. Hij was populair onder jonge marathi edelen en werd een verzamelpunt van verzet tegen zowel Bijapur als de Mogols. Tussen Bijapur en Ahmednagar in gelegen, viel Pune in een niet vast omlijnd grensgebied, en dit machtsvacuüm maakte het mogelijk hier onafhankelijk te opereren. Omdat sultan Muhammad Adil Shah van Bijapur vanaf 1646 ernstig ziek was, hadden de Maratha's van Bijapur ook weinig te vrezen.
Met een combinatie van snelle militaire actie en onderhandelingen wist Shivaji een voor een de heuvelforten van de West-Ghats te veroveren op andere Marathaleiders en bestuurders in dienst van de sultan van Bijapur. Niet alleen groeide zijn leger van Maratha's gestaag, ook stelde hij een nieuwe klasse brahmaanse klerken en bestuurders aan. Door het overvallen en plunderen van gebieden onder de Mogols of de sultan was de schatkist van dit groeiende rijk goed gevuld. Shivaji besteedde het geld aan het uitbreiden van de keten van forten en verdedigingswerken in de tafelbergen van de West-Ghats. De meeste van deze forten lagen bovenaan hoge kliffen en waren makkelijk te verdedigen. Ook breidde Shivaji zijn domein uit naar de Konkankust, waar hij enkele havens veroverde. Al snel beschikte hij over een aanzienlijke vloot, waarmee hij handel dreef met de Arabieren, Engelsen en Portugezen.

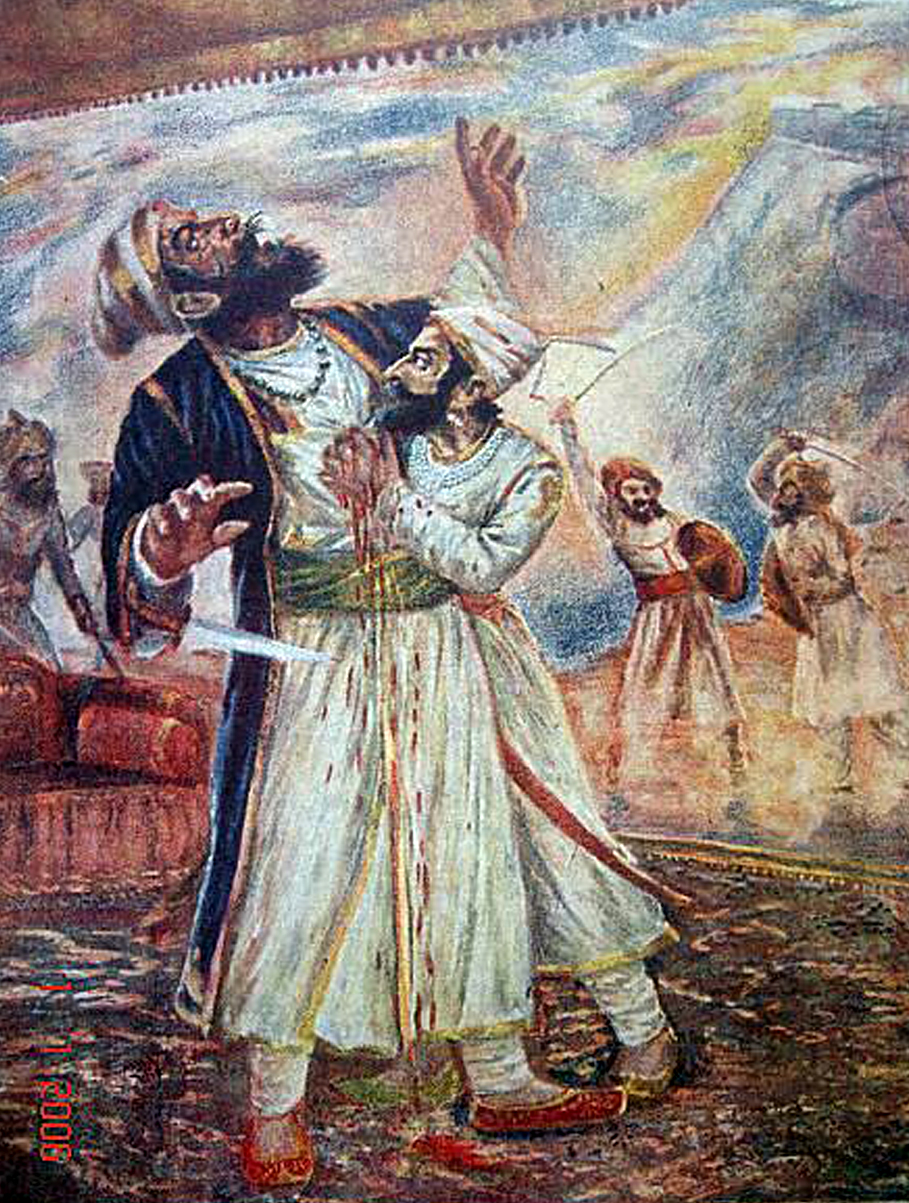
Shivaji doodt Afzal Khan in 1659, hedendaagse voorstelling

In 1649 zette de sultan van Bijapur Shivaji's vader (Shahji) gevangen in een poging een einde te maken aan de rebellie van diens zoon. Shahji werd al snel weer vrijgelaten en Shivaji legde zich toe op het plunderen van gebieden in handen van de Mogols, waar de sultan in toestemde. In 1656 overleed de zwakke sultan Muhammad Adil Shah echter, en zijn opvolger Ali Adil Shah besloot met Shivaji af te rekenen. Hij zond een leger onder generaal Afzal Khan, dat een deel van de kuststrook heroverde en onderweg enkele hindoetempels plunderde.
Uiteindelijk kwamen de beide leiders overeen elkaar voor onderhandelingen te ontmoeten. De ontmoeting vond plaats op 10 november 1659 in de buurt van Pratapgarh, in Afzal Khans legertent. Over wat tijdens precies gebeurde verschillen de bronnen, maar beide partijen wantrouwden de ander en kwamen niet ongewapend. Mogelijk liep Afzal Khan in een hindernis, maar andere bronnen beweren dat beide commandanten elkaar aanvankelijk oprecht omhelsden, waarna Afzal Khan eerst probeerde Shivaji te wurgen. Shivaji had onder zijn kleding een baghnakh (tijgerklauw) verborgen, waarmee hij zijn tegenstander om het leven bracht. Zijn manschappen overvielen daarop de verraste soldaten van Bijapur en wisten deze een verpletterende nederlaag toe te brengen. Het geruchtmakende incident met Afzal Khan en de vernietiging van het leger van de sultan vestigden Shivaji's reputatie als meedogenloos krijgsman.

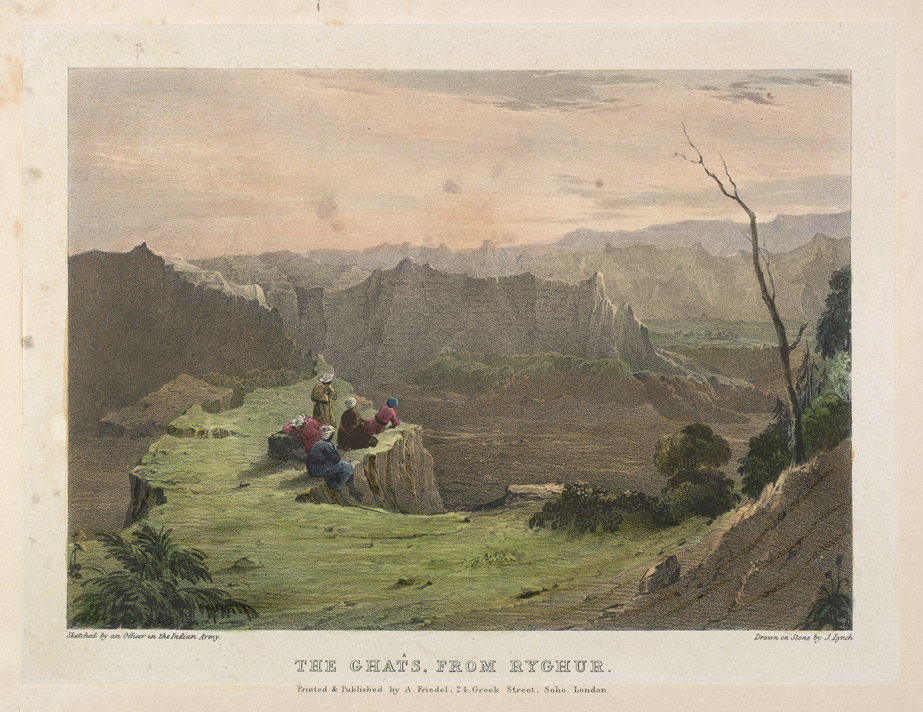
Landschap in de West-Ghats bij Raigarh. Shivaji en zijn opvolgers wisten van het grillige landschap gebruik te maken in hun strijd tegen de numeriek veel sterkere legers van de Mogols. Lithografie van baron Adam Friedel, 1833

### Strijd met de Mogols (1650 - 1665)
Tijd om van de overwinning te genieten was er echter nauwelijks. De Mogols hadden ondertussen genoeg van de plunderingen die de Maratha's in hun provincies uitvoerden. In 1660 viel een eerste Mogolleger onder leiding van de gouverneur van de Deccan, Shaista Khan, de West-Ghats binnen. Pune werd bezet en er werd een belegering opgeslagen rond het fort Chakan. Een tweede Mogolleger onder Jaswant Singh Rathor bracht verdere versterkingen. Het belang van de verdedigingswerken die Shivaji aan had laten leggen werd nu duidelijk. Shaista Khan besloot na een zwaar bevochte overwinning de rest van de forten van de Maratha's links te laten liggen. In plaats daarvan liet hij vanuit Pune het omringende platteland plunderen.

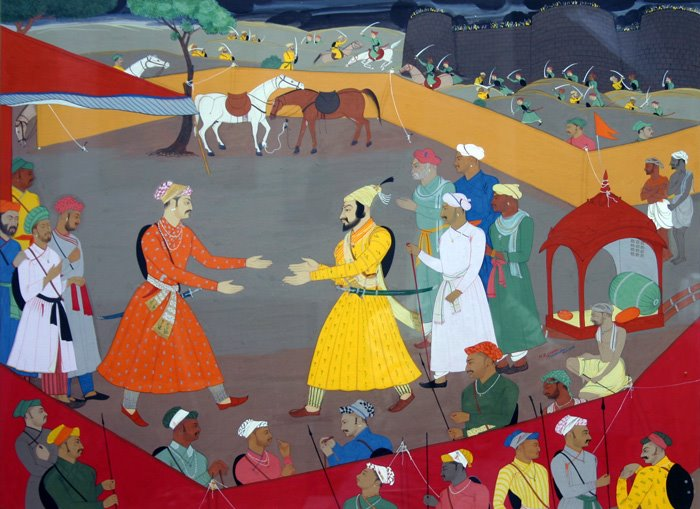
Jai Singh (links) ontvangt Shivaji in zijn kamp voor onderhandelingen, die uiteindelijk tot het verdrag van Purandhar zouden leiden

In april 1663 wist Shivaji met 400 van zijn mannen in Pune te infiltreren, waar hij Shaista Khans troepen overmeesterde en de gouverneur bijna in zijn eigen hoofdkwartier doodde. Shaista Khan werd daarop uit de Deccan teruggeroepen en vervangen door prins Muazzam, een zoon van Mogolkeizer Aurangzeb. In januari 1664 leidde Shivaji een leger ver het Mogolrijk in, om de belangrijke havenstad Surat te aan te vallen. Terwijl de gouverneur van de stad zich in zijn fort terugtrok plunderden de Maratha's zes dagen lang de stad. De enige handelaren die aan de Maratha's ontsnapten waren de Nederlanders en Engelsen, die zich in hun ommuurde factorijen wisten te verdedigen. Islamitische pelgrims die in de haven wachtten op inscheping naar Mekka voor de hadj werden gedwongen losgeld te betalen. Daarna werd ook Aurangabad, de hoofdstad van de Mogols in de Deccan, geplunderd. De inwoners van de stad schreven een brief aan de Mogolkeizer, waarin stond dat als deze niet meer in staat was zijn onderdanen te beschermen, het vrijdagsgebed (de khutbah) niet langer in diens naam uitgesproken kon worden. Aurangzeb kon deze rechtstreekse aanval op zijn gezag niet negeren. Aangezien prins Muazzam weinig actie ondernam en de keizer Jaswant Singh niet geheel vertrouwde (wellicht niet ten onrechte, omdat over deze Rajput het gerucht ging dat hij in het geheim met Shivaji sympathiseerde) besloot hij de laatste te vervangen door de ervaren generaal, mirza en radja Jai Singh.
Radja Jai Singh sloeg begin 1665 het beleg op voor het fort Purandhar, waar Shivaji zich verschanst had. Na twee maanden leek de situatie voor Shivaji hachelijk, en besloot hij met zijn tegenstander te onderhandelen. Dit leidde tot het verdrag van Purandhar, waarin Shivaji 23 forten opgaf en 12 forten behield en Aurangzeb als zijn soeverein erkende. Als vazal van de Mogolkeizer diende hij belasting af te staan, maar hij hoefde zelf geen mansabdar (hoveling) te worden. Wel zou zijn jonge zoontje, Sambhaji, naar het hof van Aurangzeb in Delhi gestuurd worden. Ook zegde Shivaji Jai Singh steun toe bij diens aankomende campagne tegen Bijapur.

### Verzoening met de Mogols (1665 - 1668)
Tussen november 1665 en februari 1666 vergezelde Shivaji Jai Singh op diens campagne tegen Bijapur. Het kwam echter tot onderhandelingen met de sultan, waarna de onderneming werd afgeblazen. Jai Singh haalde Shivaji daarop over hem te vergezellen op zijn reis terug naar het noorden, voor een persoonlijke audiëntie bij keizer Aurangzeb. Aan het hoofd van 4000 ruiters en met zijn zoontje Sambhaji aan zijn zijde trok Shivaji richting Agra, waar de keizer op dat moment verbleef. De kosten van de reis zouden worden vergoed uit de keizerlijke schatkist.
In Agra verbleven Shivaji en zijn gevolg als gasten in de verblijven van Ram Singh, de zoon van Jai Singh. Op 12 mei 1666, de dag van Aurangzebs 50e verjaardag (volgens de islamitische kalender) verscheen Shivaji op de durbar van Aurangzeb. Hij knielde voor de troon van de keizer om hem geschenken aan te bieden. De keizer negeerde hem echter en weigerde hem met de eer te overladen die een bevelhebber van zijn rang toekwam. Shivaji voelde zich dermate beledigd dat hij zijn geduld verloor, luidkeels protesteerde en kwaad wegliep. Daarop liet Aurangzeb Shivaji onder huisarrest plaatsen. Een paar maanden bracht Shivaji met zijn zoon als gevangene in Agra door, waarna hij door een list in een mand suikergoed wist te ontsnappen. Als brahmaanse yogi's vermomd lukte het Shivaji en zijn zoon via een omweg te voet terug naar hun thuisland te reizen. In Raigarh had Shivaji's moeder Jijabai in zijn afwezigheid als regentes geregeerd.

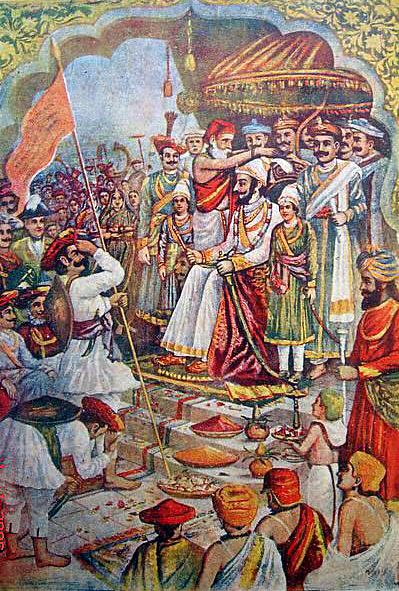
De kroning van Shivaji in 1674, zoals (historisch foutief) verbeeld in een vroeg-20e-eeuwse prent

### Kroning en laatste jaren (1668 - 1680)
Aurangzeb probeerde tot verzoening te komen met wat hij als een afvallige vazal beschouwde. In 1668 ging Shivaji in op een akkoord, waarbij hij een van de forten die hij af had moeten staan terugkreeg en zijn zoon Sambhaji naar het hof van prins Muazzam in Aurangabad stuurde. Nu er geen plundertochten in het Mogolrijk ondernomen konden worden, moest Shivaji op andere manier inkomsten vergaren. Hij zette een nieuw belastingsysteem op, waarbij de bevolking de helft van de oogst af moest dragen. Door deze opbrengst te verkopen kon hij de middelen verwerven om zijn forten te versterken en bemannen. Aan de verzoening met de Mogols kwam snel een einde, toen de keizerlijke belastingwinners probeerden de kosten van Shivaji's reis naar Agra op hem te verhalen. In reactie op wat hij als een nieuwe zware belediging ervoer, riep Shivaji zijn zoon terug naar Raigarh en nam hij enkele van zijn voormalige forten weer in.
In oktober 1670 trok Shivaji naar Surat om de stad opnieuw te plunderen. Daarna hielden zijn troepen huis in de Mogolprovincie Kandesh. In de erop volgende jaren werden meerdere plundertochten georganiseerd, zowel in het sultanaat Bijapur als naar gebieden van de Mogols. De Maratha's waren de Mogols bovendien in directe militaire confrontaties de baas. Dit wakkerde het zelfvertrouwen onder de Maratha's aan.
In juni 1674 nam Shivaji een belangrijke stap: hij liet zich tot chhatrapati (hindoeïstisch keizer) kronen. Niet alleen verklaarde hij zich daarmee onafhankelijk van de Mogols, ook was dit een rechtstreekse provocatie aan het adres van de Mogolkeizer. Hij schreef in april 1679 een brief aan Aurangzeb, waarin hij diens intolerante politiek tegenover niet-moslims bekritiseerde, met name de invoering van de jizya (hoofdelijke belasting voor ongelovigen).
In zijn laatste jaren werd Shivaji aan zijn hof sterk beïnvloed door zijn tweede vrouw, Sorayabai. Deze probeerde haar zoontje Rajaram ten gunste van Sambhaji naar voren te schuiven als opvolger. Sambhaji gedroeg zich ondertussen niet zoals van een troonopvolger verwacht mag worden. Shivaji had grote moeite zijn losbandige oudste zoon tot de orde te roepen. Nadat Sambhaji een brahmaanse vrouw bleek te hebben verkracht werd hij ten slotte in december 1678 door zijn vader verstoten. Hij vluchtte naar Bijapur, waar hij met open armen door de Mogolgouverneur werd ontvangen. Aurangzeb benoemde de prins in een hoge militaire rank om zijn gunst te winnen. In het volgende jaar overtuigde Shivaji, die spijt gekregen had van zijn harde opstelling, zijn zoon terug te keren naar Raigarh. Sambhaji werd desondanks in het fort Panhala gevangengezet.
Shivaji stierf begin 1680 aan de gevolgen van een plotselinge ziekte, slechts 50 jaar oud. Hij had de wens geuit dat zijn rijk na zijn dood onder zijn zonen Sambhaji en Rajaram verdeeld werd. Beide prinsen werden gesteund door een eigen factie die niet tevreden was met het delen van de macht. Nadat de dood van Shivaji bekend was geworden, wist Sambhaji aan zijn bewakers te ontkomen, een groep soldaten te verzamelen en Raigarh in te nemen, waar hij de troon opeiste. Rajaram zou zeven jaar lang gevangen worden gehouden.

## Legendevorming en duiding

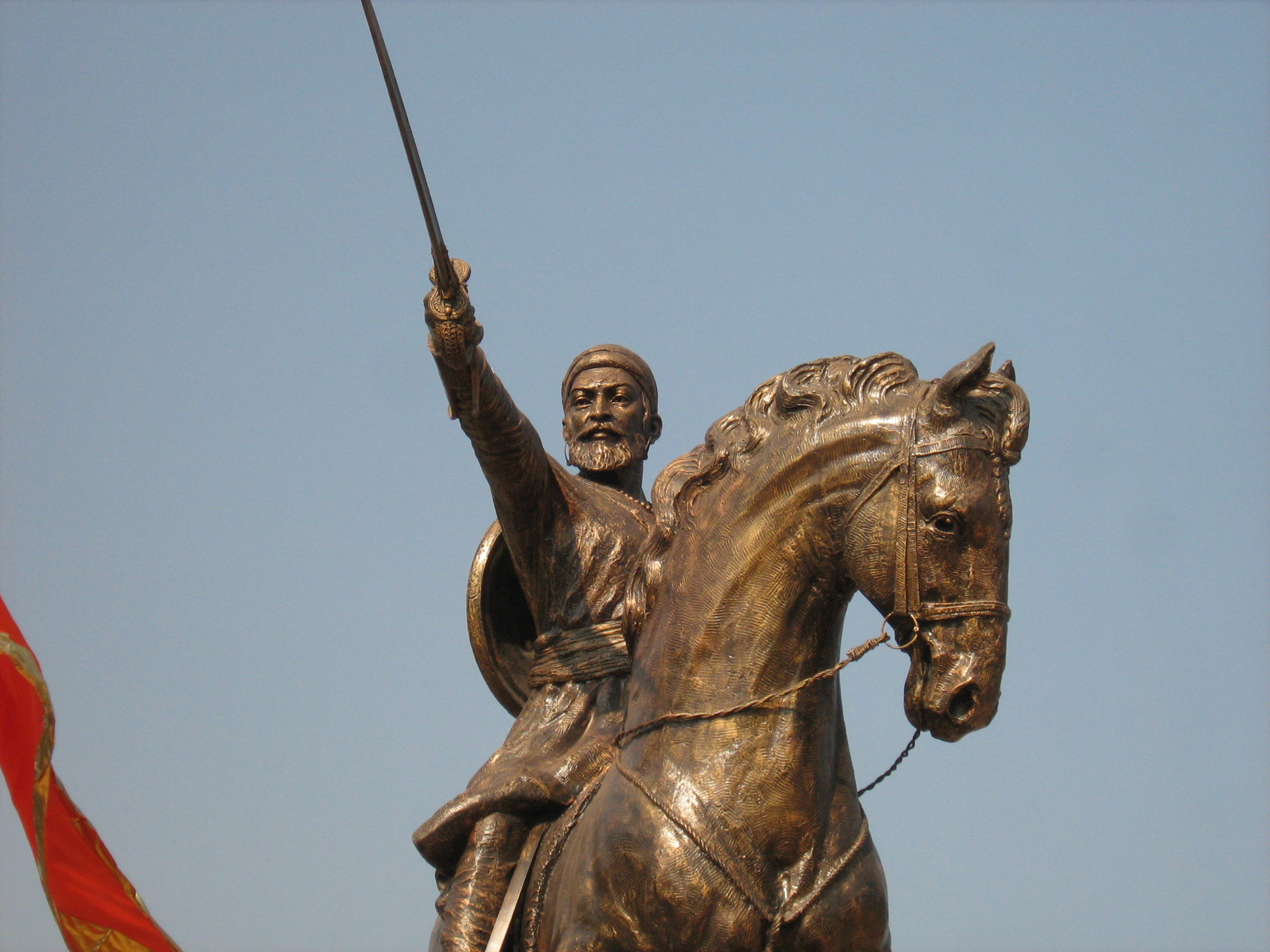
Standbeeld van Shivaji aan de Apollo Bunder in Mumbai, niet ver van de Gateway to India. Zulke standbeelden werpen een sterk geïdealiseerd beeld op van de leider en zijn in het hedendaagse Maharashtra op veel plekken te vinden

Als succesvol aanvoerder tegen een veel sterkere tegenstander had Shivaji al tijdens zijn leven een bijna mythische status. De contemporaine marathi schrijvers beschrijven zijn daden vanuit het sterk geïdealiseerde beeld van de perfecte hindoeïstische monarch die vocht tegen een vreemde of buitenlandse overheersing. Na zijn dood is hij voor verschillende politieke doeleinden als symbool gebruikt. In hedendaags India is het beeld van Shivaji sterk geïdealiseerd. Ten eerste wordt hij gezien als symbool van de regionale bewustwording van de Maratha's en hun thuisland Maharashtra. Of Shivaji werkelijk uit nationalistische overwegingen verzet bood is echter betwijfelbaar. Als jonge potentaat groeide hij op in een door langdurige oorlog en plundering vernietigde regio. In dat licht is het niet vreemd dat de jonge Shivaji zich op militaire wijze onderscheidde.
Door hindoenationalisten wordt Shivaji als symbool van het hindoeïstische verzet tegen islamitische overheersers gezien. Zowel de Brits-koloniale historici van de 19e en vroeg 20e eeuw als de Indiaas-nationalistische historici van de vroege 20e eeuw plaatsen zijn acties vooral in het licht van een toenemend verzet tegen een islamitische overheersing van sultans en Mogolkeizers. Hoewel er dankzij invloedrijke brahmanistische denkers en bestuurders sprake was van een groeiend bewustzijn dat hindoes door een hindoeïstische vorst geregeerd dienden te worden, is het simplistisch voor te doen alsof Shivaji vanuit religieus-nationalistische redenen handelde. Zowel Shivaji, zijn vader Shahji en zijn opvolgers schroomden niet islamitische monarchen als soeverein te erkennen, als dit wegens de politieke situatie in hun belang was. De tegenstelling moslim-hindoe lijkt ook kunstmatig in een tijd waarin iedereen tegen iedereen vocht.
Een derde hedendaagse politieke lobby die Shivaji als symbool projecteert, is die van de emancipatie van kastenlozen en lagere kasten. Wegens zijn vermeende politiek van sociale gelijkheid wordt Shivaji als ideologische voorvader van de beweging gezien. Het is echter de vraag of Shivaji zich werkelijk om het lot van de lagere kasten bekommerde en in hoeverre hij de macht van de landadel probeerde in te perken. In de ongelijke strijd was het noodzakelijk een goede band onder de Marathi-strijders te creëren, gebaseerd op gelijkwaardigheid. In dat licht is Shivaji's politiek van wettelijke gelijkstelling van de lagere kasten goed te verklaren. Tegenstrijdig is hier dat kaste vrijwel geen rol speelde bij aanstellingen in hoge functies, maar dat hij jati en varna vervolgens wel een belangrijke rol liet spelen bij zijn staatsinrichting.